# 上海星荟中心

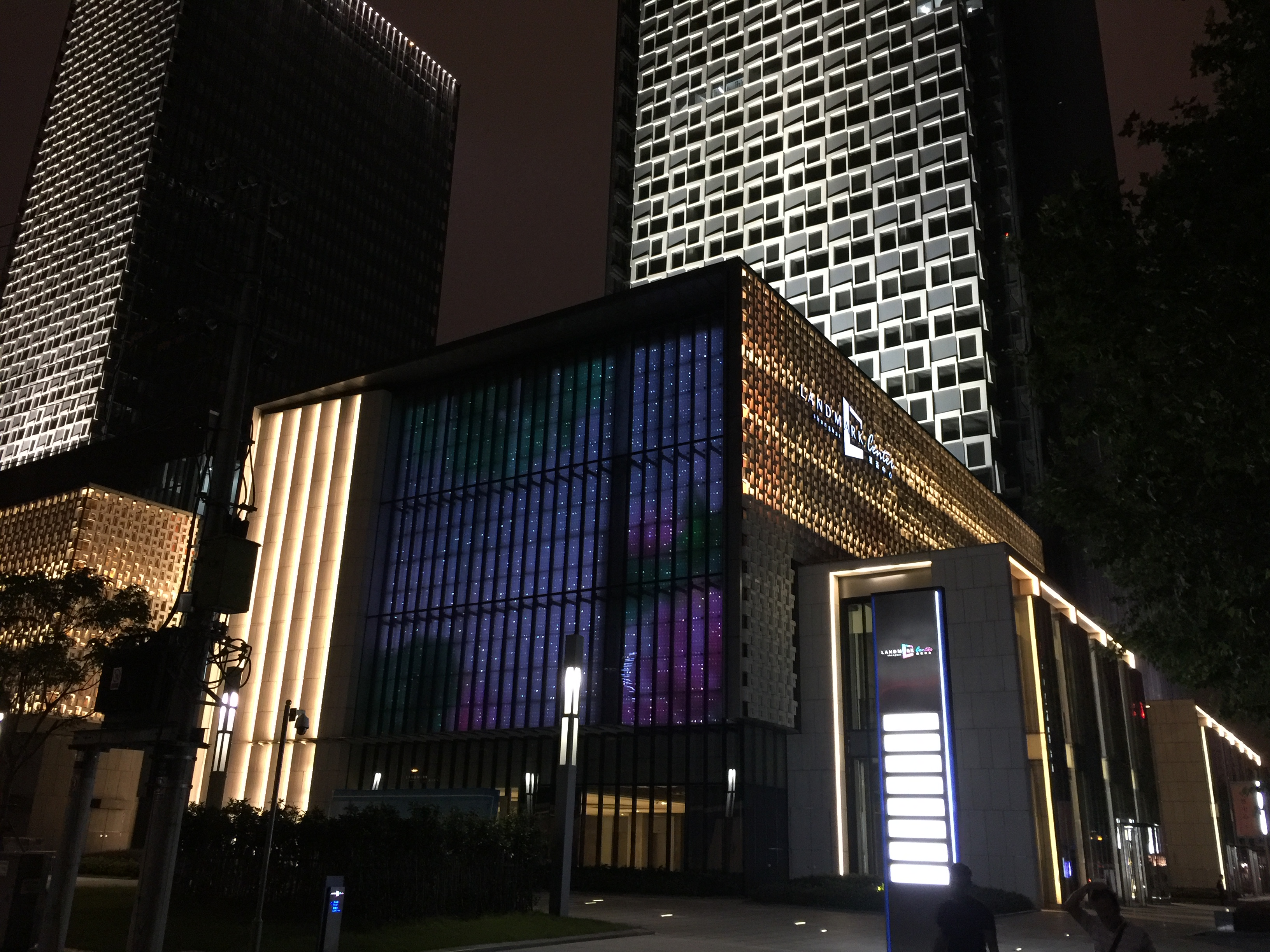
星荟中心

上海星荟中心（英語：Shanghai Landmark Center）是位於中華人民共和國上海市虹口區的一個商業（購物、餐飲、寫字樓）地產，附近為外白渡橋和蘇州河與黃浦江交匯處。建築由凱達環球設計，建築面積24.8万平方米。

## 历史
於2016年竣工。上海星荟中心由兩幢高度為147米32層的塔樓和一個低矮建築組成。建築設計靈感來自於格柵。